# Bócz Tamás
Bócz Tamás (Budapest, 1978. április 1. –) magyar labdarúgó.

## Sikerei, díjai
Ferencvárosi TC
- Magyar bajnokság
  - ezüstérmes: 1998–99